# John Denham (homme politique)
John Yorke Denham, né le 15 juillet 1953 à Seaton, est un homme politique britannique membre du Parti travailliste (Labour).
Il est élu député à la Chambre des communes pour la première fois en 1992, et entre au gouvernement comme sous-secrétaire d'État parlementaire au département de la Sécurité sociale en 1997. Il est promu ministre d'État l'année suivante, et obtient en 1999 le portefeuille des Services sanitaires, avant de devenir ministre d'État à la Police de 2001 à 2003. En 2007, il est choisi pour occuper le nouveau poste de secrétaire d'État à l'Innovation et à l'Enseignement supérieur, puis est nommé en 2009 secrétaire d'État aux Affaires locales. Il quitte le gouvernement en 2010, à cause de la défaite du Labour aux élections législatives.

## Éléments personnels

### Formation et carrière
Il suit la fin de la scolarité à Lyme Regis, puis intègre l'université de Southampton où il obtient un bachelor of science de chimie. Président de l'Union des étudiants (SUSU) entre 1976 et 1977, il a organisé l'occupation des locaux de l'administration de l'université pour protester contre la hausse des frais de scolarité.
Il achève ses études en 1977, puis travaille pendant un an comme conseiller pour l'Agence de conseils en énergie à Durham. Il devient ensuite militant à Friends of the Earth, avant d'être choisi en 1979 comme responsable de la jeunesse au British Council pour quatre ans. En 1984, il est nommé responsable de l'éducation publique et chargé de promouvoir l'association caritative War on Want. Il y renonce au bout de quatre ans et travaille pour Christian Aid et Oxfam jusqu'à son élection comme député.

### Vie privée
Il est marié à Ruth Eleanor Dixon avec qui il a un fils, Edward, et une fille, Rosie. Lui-même est père d'un autre enfant depuis 2005. Fan du Southampton Football Club, il est également un grand amateur de cricket. Il se définit par ailleurs comme un humaniste laïc mais reconnaît qu'il a beaucoup appris grâce à son éducation par l'Église d'Angleterre.

## Parcours politique

### Au niveau local
Il est élu à l'assemblée du comté de l'Hampshire et y siège huit ans, jusqu'à son entrée au conseil municipal (en) de Southampton, dont il préside la commission sur le Logement. Il le quitte en 1993.

### Au niveau national
En 1983, il se présente aux élections législatives dans la circonscription de Southampton Itchen dans le but de la ramener dans le giron travailliste, après que le député Bob Mitchell ait quitté le parti pour rejoindre le Parti social-démocrate (SDP). Il se classe finalement troisième derrière Mitchell et le conservateur Christopher Chope. De nouveau battu en 1987, il arrive cependant en deuxième position, avant d'être finalement élu député à la Chambre des communes en 1992.
Il devient membre de la commission parlementaire de l'Environnement en 1993, puis est choisi comme porte-parole du groupe travailliste (PLP) pour la Sécurité sociale par Tony Blair en 1995. Le Labour arrive au pouvoir deux ans plus tard et il est désigné comme sous-secrétaire d'État parlementaire au département de la Sécurité sociale, puis est promu au rang de ministre d'État en 1998. En 1999, il rejoint le département de la Santé, au poste de ministre d'État aux Services sanitaires. Après les élections législatives du 7 juin 2001, il est nommé ministre d'État à la Police au sein du département de l'Intérieur.
Il démissionne en 2003, étant opposé à la guerre en Irak, et prend la présidence de la commission de l'Intérieur de la Chambre des communes. Pressenti pour revenir au gouvernement en 2005 comme secrétaire en chef du Trésor, John Denham y fait son retour que le 28 juin 2007 au nouveau poste de secrétaire d'État à l'Innovation, à l'Enseignement supérieur et aux Compétences, sur décision de Gordon Brown. En septembre, il annonce que les crédits alloués aux étudiants de second cycle seraient réattribués pour permettre à plus d'étudiants d'obtenir des diplômes de premier cycle, s'attirant les critiques des organisations de formation professionnelle et de formation des adultes. Il a également décidé d'étendre les bourses de soutien aux étudiants dont les parents ne gagnent pas plus de soixante mille livres sterling par an, accordant de ce fait une bourse complète à 50 000 étudiants et augmentant celle de 100 000 autres.
À l'occasion du remaniement ministériel du 5 juin 2009, il devient secrétaire d'État aux Communautés et à l'Administration locale. Il quitte le gouvernement le 11 mai 2010, cinq jours après la défaite des travaillistes aux élections législatives. Dans la course à la direction du parti, il a apporté son soutien à Ed Miliband. Ce dernier ayant été élu à la tête du parti, il le nomme ministre des Affaires, du Savoir-faire et de l'Innovation dans son cabinet fantôme le 8 octobre 2010.
Il ne se représente pas aux élections générales britanniques de 2015. Sa circonscription de Southampton Itchen est remportée par le conservateur Royston Smith.